# سفارة ألمانيا لدى السعودية
سفارة ألمانيا لدى السعودية هي الممثلية الدبلوماسية العليا لدولة ألمانيا لدى المملكة العربية السعودية. تقع السفارة في حي السفارات في الرياض.